# マイク・ミニョーラ
マイク・ミニョーラ（Mike Mignola、1960年9月16日 - ）は、アメリカ合衆国の漫画家。カリフォルニア州バークレー生まれ。代表作は『ヘルボーイ』。

## 経歴
マイケル・ジョーゼフ・ミニョーラ（Michael Joseph Mignola）は、1960年9月16日、カリフォルニア州バークレー市で生まれた。幼いころから幽霊やモンスターを好み、13歳でブラム・ストーカーの『吸血鬼ドラキュラ』を読んで以降は、ヴィクトリア朝時代の文学と民間伝承に強い関心を持った。1980年からコミック・ファンの同人誌『ザ・コミック・リーダー』にイラストを寄稿し始め（第183号）、1981年に初めて表紙を描いた（196号）。1982年、カリフォルニア・カレッジ・オブ・ジ・アーツをイラストレーション専攻の美術学士号（BFA in Illustration）を取得して卒業し、「モンスターの絵を描いて暮らす」夢を持って、ニューヨーク市に移り住んだ（現在はカリフォルニア州に住む）。
1982年、マーベル・コミック社でペン入れ担当（インカー）として「マスター・オブ・カンフー」を手がけるが、下手すぎて仕事が来なくなり、編集者の助言で下書き担当（ペンシラー）に転向する。この時期の「マーベル・ファンフェア」や「サブマリナー」の評判は高く、他の仕事も来るようになる。1983年、『デアデビル』や『パワーマン＆アイアンフィスト』などの作品にペン入れ担当で参加した。のちに『ハルク』などの作画を担当した。
1988年から1989年にかけて、ジム・スターリンの脚本でDC系スーパーヒーローのクロスオーバー作品『コズミック・オデッセイ』全4巻を刊行した。
『ダーク・ナイト、ダーク・シティ』など、いくつかのバットマン・シリーズの表紙も手がけている。
1990年代初めまでDCとマーベルの漫画雑誌で表紙やバックアップ・フィーチャー（タイトル作でない埋め草的作品）を手がけた。
1993年にダークホースコミックスに移籍したミニョーラは、1994年に初のオリジナル作品『ヘルボーイ』の第一作「破滅の種子」をジョン・バーンの脚本で刊行した。これ以降の『ヘルボーイ』シリーズはミニョーラ自身が脚本も書いている。しかし2007年からはダンカン・フィグレドやリチャード・コーベンなどが作画を担当するようになり、ミニョーラは脚本と表紙のみを担当するようになった。スピンオフ作品『BPRD』はジョン・アーチュディが脚本、ガイ・デイヴィスが作画であり、ミニョーラは表紙を描いている。2008年の読みきり「In the Chapell of Moloch 」は、2005年の「The Isaland 」以来初めてミニョーラが脚本と作画の両方を手掛けた作品である。
2012年末から始まったシリーズ「ヘルボーイ・イン・ヘル」は再びミニョーラ自身が作画している。

## 画風
少年時代からの超自然的・神秘的なものに対する嗜好から、コントラストが強く影の多い画風が生まれた。1980年代末までに現在のスタイルを確立したミニョーラは、それにふさわしい作品として『ヘルボーイ』を作った。アラン・ムーアは、ミニョーラの画風は「ドイツ表現主義とジャック・カービーの出会い」だと述べた 。彼の画風はまたジャック・カービーとアレックス・トスの融合とも評される。
絵のコントラストが強い理由として、パッと見てすぐ判るような絵を目指し、不必要なディティールは省略していると話す。過去に、ホルスターを描くのは好きだが、銃を描くのは苦手だと語っている。

## 映画とテレビ
フランシス・フォード・コッポラの映画『ドラキュラ』（1992年）にイラストレーターとして参加し、この映画の漫画版も執筆した。ディズニーの『アトランティス 失われた帝国 』（2001年）ではプロダクション・デザインを担当した。また、同じギレルモ・デル・トロ監督の『ブレイド2 』のコンセプト・アートを担当した。
『バットマン：ゴッサム・バイ・ガスライト』のためにミニョーラがデザインした1880年代のバットマンのコスチュームは、テレビアニメ『バットマン:ブレイブ&ボールド』にも登場した。
2004年にギレルモ・デル・トロ監督で実写映画化された『ヘルボーイ』の製作には、ミニョーラ自身も深く関わった。2008年に続編となる『ヘルボーイ/ゴールデン・アーミー』が公開された。この間にDVDでアニメーション映画『ソード・オブ・ストームス』（2006年）と『ブラッド・アンド・アイアン』（2007年）が発売された。
2006年、ミニョーラの短編『驚異の螺子頭』のアニメ版が「サイファイチャンネル」で放送された。
2012年公開の『メリダとおそろしの森』のために、建築物のコンセプト・アートを描いた。

## 著作

### 漫画
邦訳のみを挙げる。完全なリストは英語版記事を参照。
- ヘルボーイ：チェインド・コフィン
小学館プロダクション、1999年4月
- ヘルボーイ：破滅の種子
ジョン・バーン共著、小学館プロダクション、1999年9月
- バットマン／ヘルボーイ／スターマン
「バットマン：ゴッサム・バイ・ガスライト」、「バットマン：レジェンズ・オブ・ダークナイト #54 “聖域”」、「バットマン／ヘルボーイ／スターマン #1 」、「同 #2 」を収録
小学館プロダクション、1999年10月
- ヘルボーイ：魔神覚醒
小学館プロダクション、2000年2月
- ヘルボーイ：滅びの右手
小学館プロダクション、2000年7月
- ヘルボーイ：妖蛆召喚
ジャイブ、2004年11月
- ヘルボーイ：人外魔境
ジャイブ、2006年5月
- ヘルボーイ：プラハの吸血鬼
ジャイブ、2008年7月
- ヘルボーイ：闇が呼ぶ
ジャイブ、2008年11月
- ヘルボーイ：百鬼夜行
ダンカン・フィグレド画、ジャイブ、2010年5月
- ヘルボーイ：壱 〜破滅の種子／魔神覚醒〜
ジョン・バーン共著、小学館集英社プロダクション、2010年10月
- ヘルボーイ：弐 〜チェインド・コフィン［縛られた棺］／滅びの右手〜
小学館集英社プロダクション、2010年10月
- ヘルボーイ：疾風怒濤
ダンカン・フィグレド画、ヴィレッジブックス、2013年12月
- ヘルボーイ：妖蛆召喚
ヴィレッジブックス、2014年6月
- ロケットラクーン&グルート
『ロケット・ラクーン』（ミニョーラ画、1985年）全4話を収録
ビル・マントロ他著、ヴィレッジブックス、2014年9月
- 驚異の螺子頭と興味深き物事の数々
短編集。ヴィレッジブックス、2014年12月
  1. 驚異の螺子頭
  2. アブー・グングと豆の木
  3. 魔術師と蛇（ケイティー・ミニョーラ原作）
  4. 魔女とその魂
  5. 火星の虜囚
  6. 興味深き物事の礼拝堂にて
- ヘルボーイ：捻じくれた男
リチャード・コーベンほか画、ヴィレッジブックス、2015年11月
- コズミック・オデッセイ
ジム・スターリン作、ヴィレッジブックス、2016年10月
- ヘルボーイ：地獄の花嫁
リチャード・コーベンほか画、ヴィレッジブックス、2017年1月
- ドクターストレンジ & ドクタードゥーム
ロジャー・スターン作、小学館集英社プロダクション、2017年5月
- ヘルボーイ・イン・ヘル：死出三途
ヴィレッジブックス、2018年1月
- ヘルボーイ・イン・ヘル：誰が為に鐘は鳴る
ヴィレッジブックス、2019年4月
- バットマン：ゴッサム・バイ・ガスライト
小学館集英社プロダクション、2022年8月
- バットマン：ゴッサムに至る運命
小学館集英社プロダクション、2022年10月

### 小説
クリストファー・ゴールデンと共著。挿絵はミニョーラ。
- Baltimore, or The Steadfast Tin Soldier and the Vampire, with Christopher Golden, 2007.(ISBN 0553804715)
- Joe Golem and the Drowning City: An Illustrated Novel, with Christopher Golden, 2012. (ISBN 0312644736)
- Father Gaetano's Puppet Catechism, with Christopher Golden, 2012.(ISBN 0312644744)

### 画集
- アート オブ ヘルボーイ
パイインターナショナル、2014年3月

## 受賞歴
- 1995年
  - アイズナー賞‐最優秀ライター／アーティスト：『Hellboy: Seed of Destruction （ヘルボーイ：破滅の種子）』
  - アイズナー賞‐Best Graphic Album for Reprint：『ヘルボーイ：破滅の種子』
  - ハーベイ賞‐最優秀アーティスト
  - ドン・トンプソン賞
- 1996年
  - ハーベイ賞‐最優秀アーティスト
  - ハーベイ賞‐最優秀グラフィック・アルバム：『Hellboy: The Wolves of Saint August 』
- 1997年
  - アイズナー賞‐最優秀ライター／アーティスト：『Hellboy: Wake the Devil （ヘルボーイ：魔神覚醒）』
- 1998年
  - アイズナー賞‐最優秀ライター／アーティスト：『Hellboy: Almost Colossus, Hellboy Christmas Special and Hellboy Jr. Halloween Special 』
- 2000年
  - ハーベイ賞‐最優秀アーティスト：『Hellboy: Box Full of Evil （ヘルボーイ：小箱いっぱいの邪悪）』
- 2002年
  - アイズナー賞‐最優秀フィニット・シリーズ／リミテッド・シリーズ：『Hellboy: Conqueror Worm（ヘルボーイ：妖蛆召喚）』
- 2003年
  - アイズナー賞‐最優秀ユーモア出版物：『The Amazing Screw-On Head 』
  - アイズナー賞‐最優秀短編：『魔術師とヘビ』
- 2004年
  - イーグル賞‐フェイヴァリット・コミックス・ライター／アーティスト
  - アイズナー賞‐最優秀コミック関連書籍：『The Art of Hellboy 』
  - インクポット賞
- 2006年
  - イーグル賞‐フェイヴァリット・コミックス・ライター／アーティスト
- 2007年
  - イーグル賞‐ロール・オブ・オナー
  - イーグル賞‐フェイヴァリット・カラー・コミックブック［アメリカ］：『Hellboy: Darkness Calls （ヘルボーイ：闇が呼ぶ）』
- 2008年
  - ハーベイ賞‐最優秀カバー・アーティスト
  - イーグル賞‐フェイヴァリット・カラー・コミックブック
  - ロンド・ハットン・クラシック・ホラー賞‐最優秀ホラー・コミックブック ：『Hellboy: In the Chapel of Moloch 』
- 2009年
  - アイズナー賞‐最優秀フィニット・シリーズ／リミテッド・シリーズ：『Hellboy: The Crooked Man 』
  - アイズナー賞‐最優秀グラフィック・アルバム：『Hellboy Library Edition, vols. 1 and 2 』
  - アイズナー賞‐最優秀出版デザイン‐『 Hellboy Library Edition, vols. 1 and 2 』
  - インクウェル賞‐オール・イン・ワン賞
- 2010年
  - ハーベイ賞‐最優秀カバー・アーティスト：『Hellboy: Bride of Hell 』
- 2011年
  - イーグル賞‐フェイヴァリット・ライター／アーティスト
  - イーグル賞‐フェイヴァリット・アーティスト（インカー部門）
  - アイズナー賞‐最優秀イシュー（・オア・ワンショット） ：『Hellboy: Double Feature of Evil 』

## 参考資料
- Mike Mignola biography on Lambiek Comiclopedia
- Mike Mignola biography on Encyclopedia of World Biography
- "Devil in the Deep Blue Sea", career synopsis by Fletch Adams, Broken Frontier, June 23, 2005
- Panel Discussions (by Durwin Talon, TwoMorrows Publishing, 2002, second edition 2007, ISBN 1-893905-14-4)
- 季刊コミッカーズ 1999年夏号
- 季刊コミッカーズ 2001年春号
- 別冊・本とコンピュータ (6)：アメリカンコミックス最前線（小野耕世・小田切博：編、大日本印刷 ICC本部、2003年4月）

### インタビュー
- Mignola on Hellboy's Extended Universe, Comic Book Resources, March 3, 2008
- NYCC: Hellboy Dominates 2008, Comic Book Resources, April 19, 2008
- InnerViews: Hellboy, a Monster Success—Mike Mignola Interview, Hemisphere Magazine, June 2008
- Mike Mignola Talks About 15 Years of Hellboy, B.P.R.D. & More, TFAW.com, October 12, 2009
- Mignola Interview Collection
- For Hellboy Creator Mike Mignola, the Real Horror Is Hollywood, WIRED.com, October 17, 2012